# Rock the Beatz
Rock the Beatz è un album di DJ Fede, pubblicato il 2006, il disco spicca collaborazioni tra i quali quelle di Tormento, Bunna, Mondo Marcio, Vacca, OneMic, Inoki, DJ Double S

## Tracce
1. Intro (feat. DJ Tsura)
2. Rock The Beatz (feat. Amir)
3. Lo Sai (feat. Tormento & Bunna)
4. DJ For President Session 1 (feat. Bassi Maestro)
5. Try One More Time (feat. Inoki & A.S.K.)
6. Jack Torrino (feat. Libo)
7. Get High (feat. Mondo Marcio)
8. DJ For President Session 2 (feat. DJ Double S)
9. Vorrei (feat. Frank Siciliano)
10. Family Affair (feat. El Presidente)
11. Ranger (feat. Principe)
12. DJ For President Session 3 (feat. DJ Shocca)
13. Composer Of Hardcore (feat. Big Noyd)
14. Vi Faccio Muovere (feat. Vacca & Gué Pequeno)
15. Seguimi  (feat. Sparo)
16. DJ For President Session 4 (feat. DJ Tsura)
17. Mr. DJ (feat. Camilla & Rival Capone)
18. Cuba (feat. OneMic)
19. Get High Parte 2 (feat. Mondo Marcio & Boosta)
20. Ti Piace Farlo (feat. Mistaman)
21. My Soundtrack (feat. Cato & Peter Truffa)
22. Che Me Ne Viene (feat. Yoshi)
23. Outro